# Бредли (Јужна Дакота)
Бредли (енгл. Bradley) град је у америчкој савезној држави Јужна Дакота.

## Демографија
По попису из 2010. године број становника је 72, што је 40 (-35,7%) становника мање него 2000. године.
| Група             | 2000.       | 2010.       |
| Белци             | 108 (96,4%) | 72 (100,0%) |
| Афроамериканци    | 0 (0,0%)    | 0 (0,0%)    |
| Азијати           | 0 (0,0%)    | 0 (0,0%)    |
| Хиспаноамериканци | 0 (0,0%)    | 0 (0,0%)    |
| Укупно            | 112         | 72          |